# Pièce commémorative de 1 dollar américain de l'Exposition Lewis et Clark
La pièce commémorative de 1 dollar américain de l'Exposition Lewis et Clark est une pièce commémorative frappée en 1904 et 1905 dans le cadre de la participation du gouvernement américain à l'Exposition du centenaire de Lewis et Clark, qui se tient cette année-là à Portland, dans l'Oregon. Conçue par le graveur en chef de la Monnaie des États-Unis, Charles E. Barber, elle ne se vend pas bien et moins d'un dixième de la frappe autorisée de 250 000 exemplaires est émise.
L'expédition Lewis et Clark, la première expédition d'exploration transcontinentale euro-américaine à atteindre la côte pacifique, est dirigée par Meriwether Lewis et William Clark, à la suite de l'achat de la Louisiane en 1803. Entre 1804 et 1806, ses membres parcourent le chemin de Saint-Louis jusqu'à la côte de l'Oregon et retour, fournissant des informations et dissipant des mythes sur la vaste région acquise par les États-Unis dans l'achat de la Louisiane. La foire de Portland commémore le centenaire de ce voyage.
Les pièces sont principalement vendues au public par le promoteur numismatique Farran Zerbe, qui a également vendu le dollar de l'Exposition de l'achat de la Louisiane. Comme il ne réussit pas à vendre une grande partie de l'émission, les pièces excédentaires sont fondues par la Monnaie. Elles continuent à prendre de la valeur et valent aujourd'hui entre des centaines et des milliers de dollars, selon leur état. Le dollar de l'Exposition Lewis et Clark est la seule pièce américaine à être « à deux têtes », avec le portrait de l'un des chefs d'expédition de chaque côté.

## Contexte
L'achat de la Louisiane en 1803 a plus que doublé la superficie de la nation américaine. Cherchant à acquérir une connaissance de la nouvelle acquisition, le président Thomas Jefferson obtient une allocation du Congrès pour une expédition exploratoire et nomme son secrétaire privé, Meriwether Lewis, pour la diriger. Capitaine dans l'armée des États-Unis, Lewis choisit William Clark, ancien lieutenant de l'armée et frère cadet du héros de la guerre révolutionnaire américaine, George Rogers Clark, comme co-leader de l'expédition. Lewis et Clark ont servi ensemble et choisissent environ trente hommes, surnommés le Corps de la Découverte (en), pour les accompagner. Beaucoup d'entre eux sont des pionniers du Kentucky qui sont dans l'armée, ainsi que des bateliers et d'autres avec les compétences nécessaires. L'expédition prend le départ de la région de Saint- Louis le 14 mai 1804.
Voyageant sur le fleuve Missouri, Lewis et Clark rencontrent Sacagawea, une femme de la tribu Lemhi Shoshone (en). Sacagawea est capturée par une autre tribu et vendue comme esclave à Toussaint Charbonneau, un trappeur canadien-français, qui en fait l'une de ses femmes. Charbonneau et Sacagawea servent tous deux d'interprètes pour l'expédition, et la présence de la femme amérindienne, et de son fils en bas âge, Jean Baptiste Charbonneau, contribue à convaincre les tribus hostiles que l'expédition de Lewis et Clark n'est pas une expédition guerrière. Un grand service que Sacagawea rend à l'expédition est d'aider à l'achat de chevaux, nécessaires pour que le groupe puisse traverser les montagnes après avoir dû abandonner le Missouri approchant de la ligne de partage des eaux continentales. Une raison de son succès est que le chef indien dont ils sollicitent l'aide s'est avéré être le frère de Sacagawea,.
L'expédition passe l'hiver 1804-1805 campée près du site de Bismarck, au Dakota du Nord. Ils quittent cet endroit le 7 avril 1805 et aperçoivent l'océan Pacifique près d'Astoria, en Oregon, le 7 novembre. Après avoir passé l'hiver et exploré la région, ils repartent vers l'est le 23 mars 1806 et arrivent à Saint-Louis six mois jour pour jour plus tard. Seul l'un des membres de l'expédition est mort en cours de route, très probablement d'une appendicite. Bien qu'ils ne trouvent pas les mammouths ou les montagnes de sel réputées être dans l'Ouest américain, « ceux-ci étaient une petite perte par rapport aux choses qui ont été gagnées ». En plus de la connaissance des territoires achetés par les États-Unis, cela comprend l'établissement de relations avec les Amérindiens et un intérêt public accru pour l'Ouest une fois que leurs journaux sont publiés. De plus, l'exploration du Territoire de l'Oregon aide ensuite les revendications américaines dans cette région. En reconnaissance de leur service à la nation, le Congrès accorde des concessions de terres à Lewis et Clark, et ils sont nommés à des postes gouvernementaux dans l'Ouest.

## Préparation
À partir de 1895, les habitants de l'Oregon proposent de célébrer le centenaire de l'expédition Lewis et Clark par une foire qui se tiendrait à Portland, une ville située le long du parcours de l'expédition. En 1900, un comité de hommes d'affaires de Portland commence à planifier l'événement, une émission d'actions connaît du succès à la fin de 1901, et la construction commence en 1903. Une initiative soutenue visant à obtenir le soutien du gouvernement fédéral aboutit lorsque le président Theodore Roosevelt signe un projet de loi d'approbation le 13 avril 1904. Ce projet de loi alloue 500 000 dollars aux autorités de l'exposition et autorise également un dollar en or pour commémorer la foire, le dessin et les inscriptions étant laissés à la discrétion du secrétaire au Trésor. Le comité d'organisation est la seule entité autorisée à les acheter auprès du gouvernement, et ce, à la valeur nominale, jusqu'à une limite de frappe de 250 000 exemplaires.
Le numismate Farran Zerbe plaide en faveur de l'adoption de l'autorisation. Zerbe n'est pas seulement un collectionneur et négociant de pièces de monnaie, mais il promeut également cette passion à travers son exposition itinérante, « Money of the World ». Zerbe, président de l'American Numismatic Association de 1908 à 1910, est impliqué dans la vente de pièces commémoratives depuis plus de 20 ans, à partir de 1892,. Les autorités de l'exposition de Portland le chargent de la vente du dollar en or.
Les détails de la préparation du dollar commémoratif sont perdus; la Monnaie détruisant de nombreux dossiers dans les années 1960. Le graveur en chef de la Monnaie, Charles E. Barber, est responsable des dessins.

## Dessin
Les historiens numismates Don Taxay et Q. David Bowers suggèrent tous deux que Barber base probablement ses dessins sur des portraits de Lewis et de Clark réalisés par le peintre américain Charles Willson Peale, qui se trouvent dans l'Independence Hall de Philadelphie,. Taxay qualifie les efforts de Barber de « banals ». Cette pièce est la seule pièce américaine à être « à deux têtes », portant un portrait de chaque côté,.
L'historien de l'art Cornelius Vermeule, dans son ouvrage sur la monnaie américaine, souligne que certaines personnes apprécient le dollar de l'Exposition Lewis et Clark car il représente des figures historiques qui influencent le cours de l'histoire américaine, plutôt qu'un buste censé représenter la Liberté. Il note également que la pièce de Barber annonce le cent Lincoln de 1909 et le quart de dollar Washington de 1932. Néanmoins, Vermeule critique la pièce, ainsi que la précédente pièce commémorative en or américaine, le dollar de l'Exposition de l'achat de la Louisiane. « Le manque d'éclat dans ces pièces, comme dans de nombreuses conceptions de Barber ou de l'assistant graveur (plus tard graveur en chef) George T. Morgan, provient du fait que les visages, les cheveux et les draperies sont plats et que la typographie est petite et serrée ». Selon Vermeule, lorsque les deux graveurs collaborent sur un dessin, comme le dollar commémoratif du mémorial de la naissance de McKinley en 1916, « les résultats sont presque oppressants ».

## Production

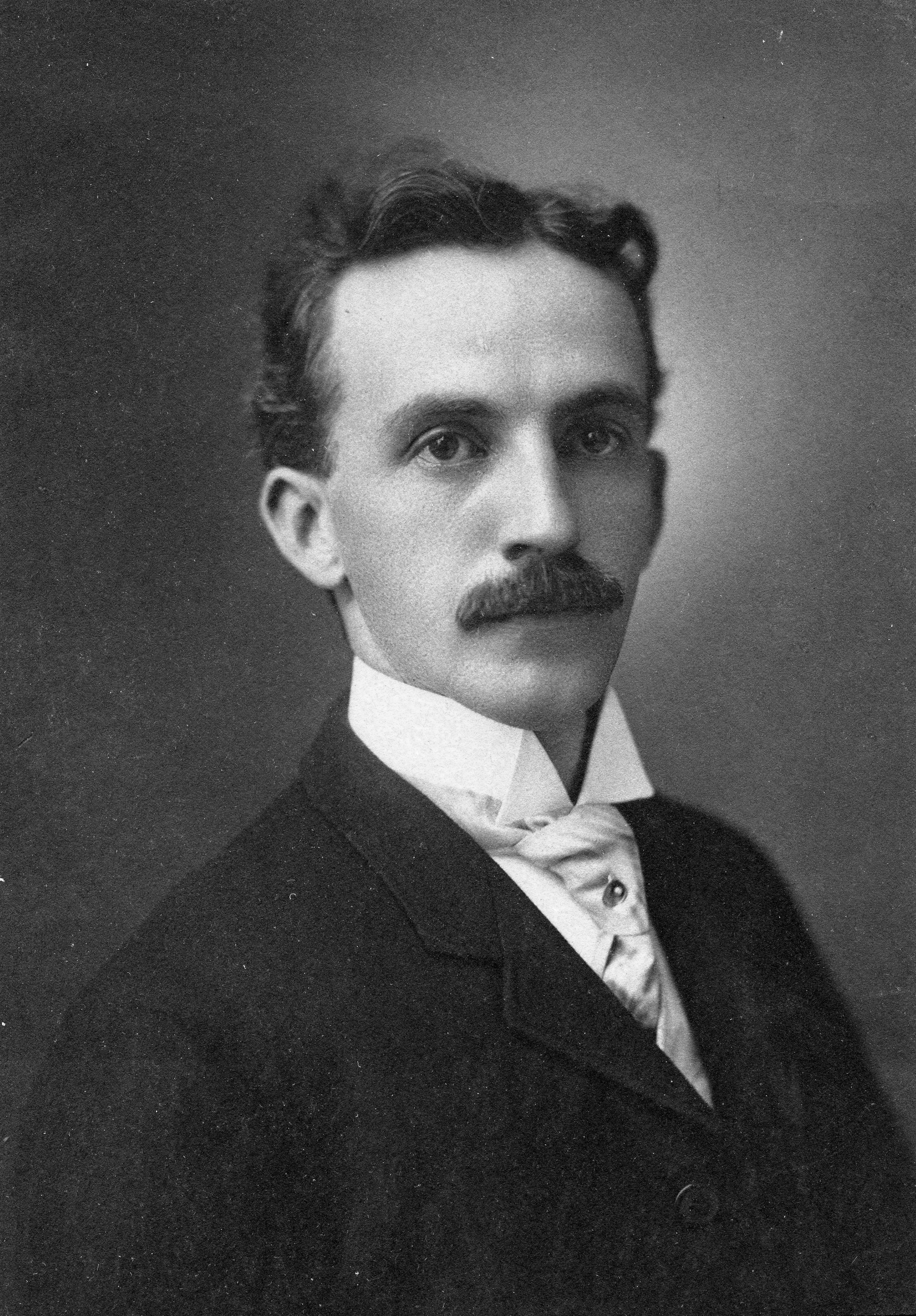
Le numismate Farran Zerbe.

La Monnaie de Philadelphie produit 25 000 dollars de l'Exposition Lewis et Clark en septembre 1904, plus 28 pièces supplémentaires réservées à l'inspection et aux tests lors de la réunion de 1905 de la commission d'analyse des États-Unis. Ces dernières portent la date de 1904. Zerbe commande 10 000 pièces de plus en mars 1905, datées de 1905. La Monnaie frappe 35 000 pièces plus les exemplaires pour les analyses en mars et juin au cas où Zerbe voudrait en acheter davantage, agissant ainsi à l'avance car la Monnaie de Philadelphie ferme en été. Cependant, comme il n'en coomande pas davantage, les 25 000 supplémentaires sont fondues.
Le dollar de l'Exposition Lewis et Clark est la première pièce commémorative en or à être frappée et datée sur plusieurs années. Un total de 60 069 pièces sont frappées, sur deux ans, dont 40 003 sont fondues. Selon les numismates Jim Hunt et Jim Wells dans leur article de 2004 sur la pièce, « la mauvaise réception réservée à la pièce au moment de sa sortie a pratiquement garanti sa rareté pour les générations futures ».

## Collection

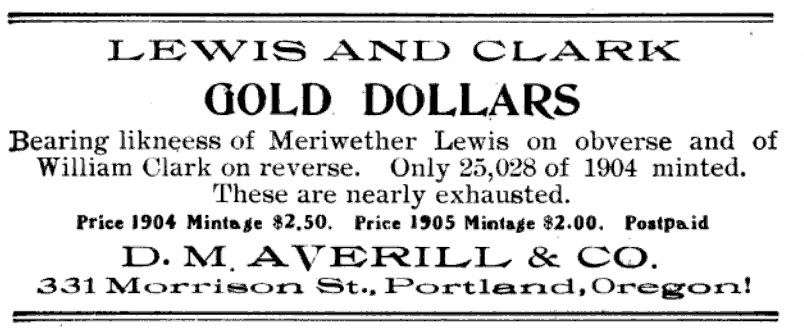
Publicité trompeuse de D.M. Averill pour les dollars de l'Exposition Lewis et Clark, qui ne sont pas presque épuisés. Extrait du numéro d'avril 1905 de The Numismatist.

L'exposition du centenaire ouvre ses portes à Portland le 1er juin 1905. Elle n'est pas désignée comme une exposition internationale et n'attire pas beaucoup d'attention, même aux États-Unis. Néanmoins, deux millions et demi de personnes visitent la foire entre le jour de l'ouverture et la clôture le 14 octobre. Seize nations étrangères acceptent les invitations des organisateurs pour participer. Il y a la gamme habituelle de concessions et d'attractions pour divertir les visiteurs. Parmi les Américains qui exposent à la foire, on trouve le dessinateur et amateur d'animaux Homer Davenport et le pionnier au long cours Ezra Meeker. L'exposition est l'une des rares de son genre à réaliser un profit et contribue probablement à une augmentation majeure de la population et de l'économie de Portland entre 1905 et 1912.

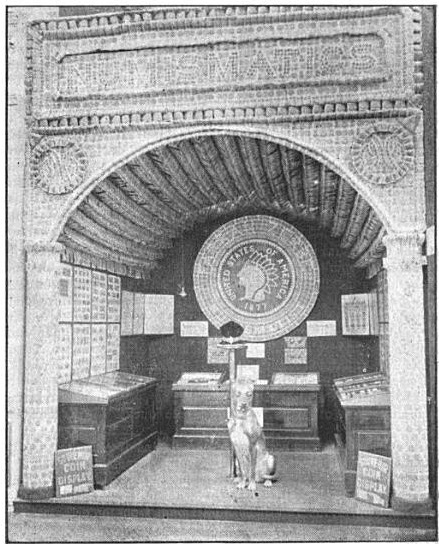
Exposition de Zerbe à la foire

Les fonds provenant de la vente de la pièce sont destinés à l'achèvement d'une statue de Sacagawea dans un parc de Portland. Il y a peu de mention du dollar dans la presse numismatique. Q. David Bowers spécule que le Dr George F. Heath, rédacteur en chef de The Numismatist, qui s'oppose à de telles commémorations, refuse de publier tout communiqué de presse que Zerbe pourrait envoyer. Néanmoins, un article paraît dans le numéro d'août 1905, faisant la promotion de l'exposition et du dollar. Comme il cite Zerbe et fait l'éloge de ses efforts, il est probablement rédigé par lui-mème. Zerbe se concentre sur les ventes en gros aux marchands, ainsi que sur des ventes occasionnelles à la foire au prix de 2 dollars ; il engage la société de numismatique de Portland, D.M. Averill & Company, pour effectuer des ventes au détail par correspondance. Il y a aussi quelques banques et autres entreprises qui vendent des pièces directement au public. Averill publie des annonces dans la presse numismatique et, au début de 1905, augmente les prix des pièces de 1904, prétendant qu'elles sont presque épuisées. C'est un mensonge : en réalité, les pièces datées de 1904 se vendent si mal que quelque 15 000 sont fondues à la Monnaie de San Francisco. Zerbe fait vendre la pièce de 1905 à un prix réduit de dix dollars pour six pièces. Comme il le fait pour le dollar de l'achat de la Louisiane, il rend les pièces disponibles montées sur des cuillères ou en bijoux. Peu d'autres détails sont connus concernant la distribution des dollars en or.

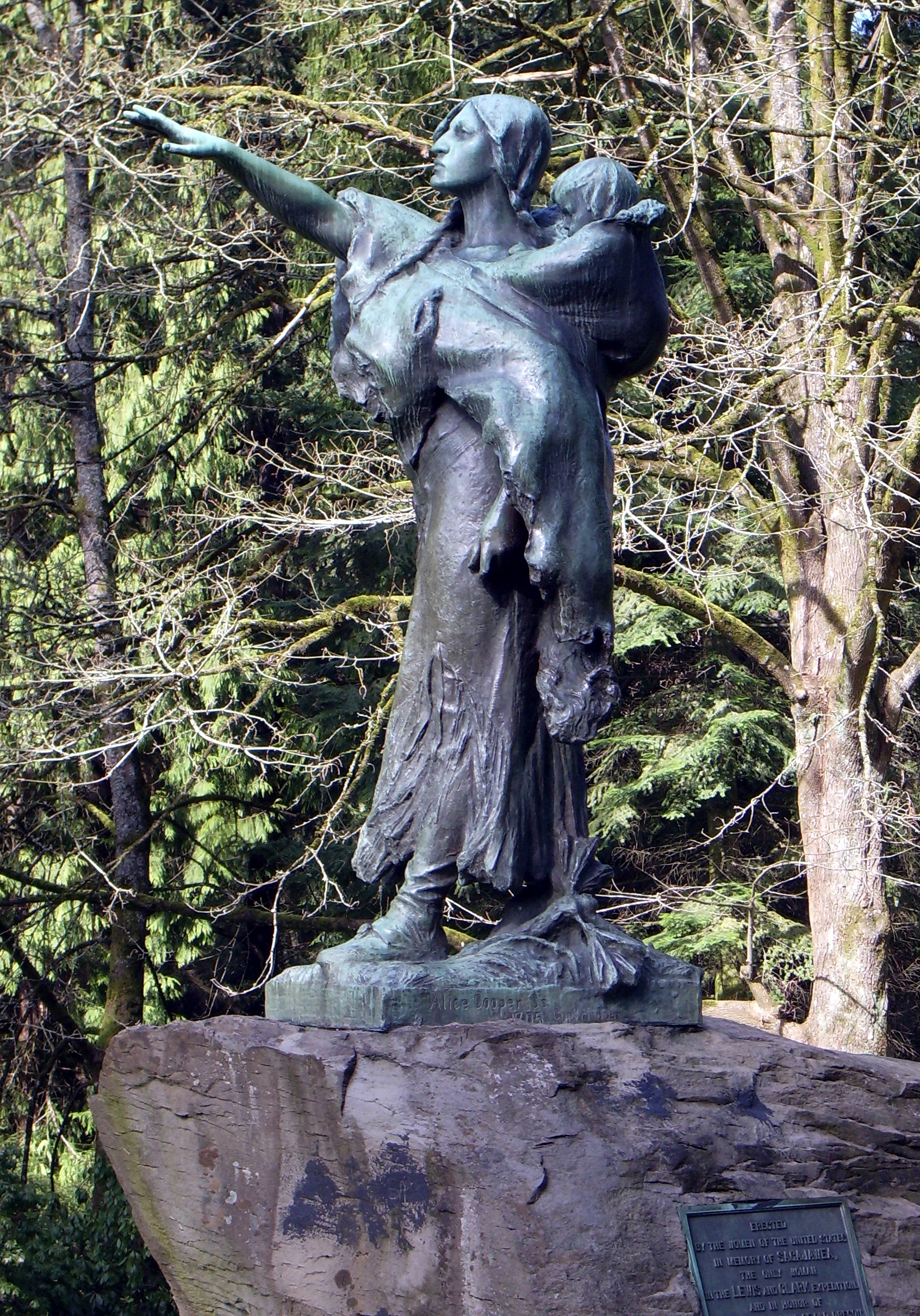
Statue de 1905, Sacagawea et Jean-Baptiste Charbonneau par Alice Cooper, financée par les recettes des pièces de monnaie, dans le Washington Park de Portland

Les pièces sont très impopulaires au sein de la communauté des collectionneurs, qui voit la valeur de la pièce de l'achat de la Louisiane diminuer depuis son émission. Néanmoins, la valeur de l'émission Lewis et Clark ne descend pas en dessous du prix d'émission, mais augmente régulièrement. Malgré un nombre légèrement plus élevé de pièces enregistrées comme existantes, l'émission de 1905 est plus rare et plus précieuse que celle de 1904 ; Bowers spécule que Zerbe conserve peut-être certaines pièces seulement pour les encaisser, ou les remettre en 1933 lorsque le président Franklin Roosevelt rappelle la plupart des pièces en or. Pendant de nombreuses années, la pièce de 1905 vaut moins que celle de 1904, mais en 1960, elle atteint le prix de la version précédente et dans les années 1980, elle la surpasse. L'édition 2014 du Guide Book of United States Coins évalue la pièce de 1904 entre 900 et 10 000 dollars, selon l'état, et celle de 1905 entre 1 200 et 15 000 dollars. Une pièce de 1904, en état MS-68 presque impeccable, est vendue aux enchères en 2006 pour 57 500 dollars.
Malgré l'échec relatif de l'émission de la pièce, la statue de Sacagawea est dûment érigée dans un parc de Portland, financée par la vente des pièces. En 2000, Sacagawea se jointe à Lewis et Clark en apparaissant sur une pièce de monnaie dorée en circulation, avec l'émission d'une pièce la représentant, elle et son fils.

### Sources journalistiques
: document utilisé comme source pour la rédaction de cet article.
- (en) Jim Hunt et Jim Wells, « Numismatics of the Lewis and Clark Exposition », The Numismatist, Colorado Springs, Colorado, American Numismatic Association,‎ mars 2004, p. 40–44. .
- (en) Farran Zerbe, « Where one dollar is worth two », The Numismatist, Colorado Springs, Colorado, American Numismatic Association,‎ août 1905, p. 239–241. .